# Rari Nantes Arenzano
El Rari Nantes Arenzano es un club acuático italiano con sede en la ciudad de Arenzano fundado en 1967.
Los deportes fundamentales del club son el waterpolo y la natación.

## Historia
El Rari Nantes Arenzano se crea el 18 de octubre de 1967 en la localidad Arenzano de con el nombre de C.S.I Arenzano. Presidente de la Asamblea Constituyente y la principal inspiración fue el cura de Arenzano de la época, Don Ideo Iori. El color representativo que se eligió para el equipo fue el verde.
Sus mayores logros deportivos han sido el conseguir en 1988 y 1989 una copa de Italia y una recopa de Europa.
Tamás Faragó fue uno de sus jugadores y entrenador del equipo.
Cuenta también en sus vitrinas con una estrella de bronce al mérito deportivo.

## Palmarés
- 1 vez campeón de la copa de Italia de waterpolo masculino (1988)
- 1 vez campeón de la recopa de Europa de waterpolo masculino (1989)[3]